# Cruzeiro Belo Horizonte (Frauenfußball)
Die Frauenfußballabteilung des Vereins Cruzeiro Belo Horizonte (offiziell: Cruzeiro Esporte Clube) wurde 2018 gegründet.

## Geschichte
Nachdem Cruzeiro im Jahr 1983 erstmals für kurze Zeit ein Frauenteam aufgestellt hatte, wurde die professionelle Organisation einer Fußballsektion für Frauen erst im Oktober 2018 angegangen, um die ab 2019 geltenden Kriterien des Kontinentalverbandes CONMEBOL für die Teilnahme an der Copa Libertadores zu erfüllen, wonach nun von den teilnehmenden Clubs der Unterhalt einer entsprechenden Sektion vorausgesetzt wird. Als brasilianischer Pokalsieger 2018 war für den Club der Einstieg in den Frauenfußball also unabdingbar geworden, um auch an der Copa Libertadores 2019 teilnehmen zu können.
Zur Premierensaison 2019 konnte Cruzeiro sofort in die zweite Liga der brasilianischen Meisterschaft der Frauen (Série-A2 2019) einsteigen. Der dafür aufgebaute A-Kader wurde am 27. Februar 2019 von Vereinspräsident Wágner Pires de Sá offiziell vorgestellt. Als erster Trainer konnte Hoffmann Túlio Coelho Batista verpflichtet werden, der im Jahr zuvor noch Übungsleiter der Frauen des Lokalrivalen América Mineiro war.
Cruzeiros erstes Ligapflichtspiel am 27. März 2019 wurde auswärts beim AD Taubaté mit 1:2 verloren. Erste Torschützin der Clubgeschichte wurde in der 89. Minute Vanessa Lorrany Vieira Machado. Als erste Spielerin des Clubs erhielt Liamara de Paulo in der 34. Minute eine Rote Karte. Im ersten Heimspiel der Clubgeschichte im Estádio das Alterosas feierte Cruzeiro am 13. April 2019 seinen ersten Sieg nach einem 7:0 gegen den Aliança FC aus Goiás. Durch die Qualifizierung für das Halbfinale erreichte der Klub den Aufstieg in die Série A für die Saison 2020. Die Mannschaft erreichte das Finale, unterlag hier aber dem FC São Paulo mit 4:0 und 1:1.
In der Staatsmeisterschaft von Minas Gerais gab der Klub in der Saison 2019 am 29. September 2019 sein Debüt. Gegen den Ipatinga FC konnte der Klub 8:0 gewinnen. Nach Abschluss der Vorrunde errang die Mannschaft ungeschlagen den ersten Platz mit 34:0 Toren. Im Finale am 7. Dezember 2019 siegte der Club im Estádio das Alterosas über América Mineiro mit 6:5 i. E. (1:1) und sicherte sich somit seinen ersten Titel.

## Erfolge
- Staatsmeisterschaft von Minas Gerais (3×): 2019, 2023, 2024

### Rangliste
Der CBF gibt jedes Jahr eine Rangliste der Klubs heraus. Die Mannschaft erreichte für 2021 die Position 22 mit 3.840 Punkten.